# 羽裂堇菜
羽裂堇菜（学名：Viola forrestiana）为堇菜科堇菜属的植物，是中国的特有植物。分布于中国大陆的云南、西藏等地，生长于海拔2,200米至1,922米的地区，一般生长在溪旁、山坡草地以及河边，目前尚未由人工引种栽培。

## 别名
昌都堇菜（拉汉种子可植物名称）、门空堇菜（云南种子植物名录）